# رومانثي ابن عمار

من قصيدة رومانثي ابن الأحمر

رومانثي ابن الأحمر (بالإسبانية: Romance de Abenámar)‏ هي قصيدة من الرومانثيرو القديم ، تصنف في إطار ما يسمى بشعر الحدود (بالإسبانية: Romance fronterizo)‏‏
وهذه القصيدة أشهرها على الإطلاق، وتبدأ ب Abenámar‚ Abenámar أي “ابن الأحمر، ابن الأحمر”، تعد من روائع الأدب الإسباني، وتتميز بجاذبية لكونها اعتمدت التصوير المشهدي للحوادث، والحوار التراجيدي الحزين، في رصد الأحداث المرتبطة بمدينة غرناطة، آخر قلاع المسلمين بالأندلس، تدور أحداث القصيدة حول ملك أندلسي الذي سلم صلاحياته للملك الإسباني دون خوان الثاني، مقابل الحماية.

## تاريخ وتأليف القصيدة
يعود تاريخ هذا الرومانثي لسنة 1431م. وينسبها المؤرخون إلى شاعر غرناطي يتقن الإسبانية ويجيد الشعر العربي، يقول المؤرخ والمستشرق جوان فيرنيت: 

## محتوى وتركيب القصيدة
تتناول القصيدة رغبة الملك دون خوان الثاني في السيطرة على غرناطة وضمها لمملكته، ويدخل في حوار مع ابن عمار، الذي يتفاوض معه من أجل إقناعه بفك الارتباط بمدينته الجميلة وتسليمها له، وجاء في مطلعها (مع ترجمة تقريبة) :
| رومانثي ابن عمار | Abenámar‚ Abenámar‚ ابن الأحمر، ابن الأحمر، Moro de la morería‚ 2. أيها الموري الآتي من أرض المور، El día que tú naciste اليوم الذي وُلدتَ فيه، Grandes señales había! 4. كانت علامات بارزة في الأفق لاحت، Estaba la mar en calma‚ 5. كان البحر في هدوء، La luna estaba crecida 6. والبدر دخل في تمام. | رومانثي ابن عمار |

إعجاب الملك الإسباني وانبهاره بهذه المدينة يبدو واضحا من خلال استدعاء عناصر الطبيعة والثروات التي تزخر بها، وأهم معالمها كجنة العريف وأبراج برميخاس. ورد ابن عمار وتعهد فيها بقول الحقيقة كونه إنسان شريف وذو كرامة، ابن أب مسلم وأم مسيحية، التي أوصته منذ طفولته بتجنب الكذب، فكان صريحا في وصف مهندس تلك المعالم الشامخة: كان يتقاضى مئة دوبلاس في اليوم الذي يعمل فيه، ويخسر نفس العدد في اليوم الذي لا يعمل فيه.
في الشق الثاني يترك الملك الإسباني ابن عمار، وينتقل للحوار مع مدينة غرناطة مباشرة، ويقترح عليها أن تتزوج به كما يتزوج الرجل المرأة، ويقدم لها المهر والصداق:
| رومانثي ابن عمار | Si tú quisieses‚ Granada‚ غرناطة، إن شئتِ Contigo me casaría; اتخذكِ لي زوجة Daréte en arras y dote سأعطيكِ قرطبة وإشبيلية. A Córdoba y a Sevilla. كمهر وصداق — casada soy‚ rey Don Juan‚ إني ذات بعل يا دون خوان Casada soy‚ que no viuda; متزوجة أنا، ولست بأرملة، El moro que a mí me tiene فالمسلم الذي يملكني Muy grande bien me quería. حُبه لي عظيمُ. | رومانثي ابن عمار |

ربطه بين المدينة والمرأة واعتبارها عروسا يظفر بها الذي يستحقها، هو موضوع له جذور في الشعر الأندلسي كالذي قاله المعتمد بن عباد في غرناطة: